# Megachile inquirenda
Megachile inquirenda är en biart som beskrevs av Carlos Schrottky 1913. Megachile inquirenda ingår i släktet tapetserarbin, och familjen buksamlarbin. Inga underarter finns listade i Catalogue of Life.